# Tecnologia do tênis
Desde o início da criação do tênis como desporto, houve sempre inovações no design, produção, e novas tecnologias dos materiais e equipamentos que envolvem o desporto, eles têm sido afetados tecnologicamente por avanços e regras. A regulamentação do desportos, trouxe tambem novas adequações aos materias tais como: raquetes, bola de tênis, encordoamento e grips. E equipamentos auxiliares eletrônicos dos quais o Juiz eletrônico de linha, o Hawk-Eye e o Cyclops.

## Raquetes
Originariamente feitas de madeira, do qual não é um bom material moderno, a madeira trazia resultado inconsistentes nas diferentes batidas da bola. Com isso passou-se a usar materiais de metais, tais como o alumínio, magnésio e o titânio. 
Porém o esporte jogou a outro nível com a introdução do grafite.

## Bola de tênis
No inicio as consistiam e tiras de pano áspero bem ligados. Eventualmente, as tiras de pano tornou-se um núcleo, envolto em um fio e coberta por um pano fino costurado em torno dele.   Em 1972, a bola de tênis foi fabricado com o feltro optico amarelo. Agora, as bolinhas de tênis são produzidos em massa para alto desempenho a um custo mínimo.

## Cordas
No inicio eram feitas de tripas de intestino de vaca. Atualmente são de material sintético que presam velocidade, poder e durabilidade.